# Leccinellum
Leccinellum Bresinsky & Manfr. Binder (koźlarek) – rodzaj grzybów z rodziny borowikowatych (Boletaceae).

## Systematyka i nazewnictwo
Pozycja w klasyfikacji według Index Fungorum: Boletaceae, Boletales, Agaricomycetidae, Agaricomycetes, Agaricomycotina, Basidiomycota, Fungi.
Takson utworzyli Andreas Bresinsky i Manfred Binder w 2003 r. przez wyłączenie w odrębny rodzaj niektórych gatunków dawniej zaliczanych do rodzaju Leccinum (koźlarz). Polską nazwę w 2021 i 2024 r. zarekomendowała Komisja ds. Polskiego Nazewnictwa Grzybów Polskiego Towarzystwa Mykologicznego.
Niektóre gatunki:
- Leccinellum corsicum (Rolland) Bresinsky & Manfr. Binder 2003 – koźlarek czystkowy[4]
- Leccinellum crocipodium (Letell.) Della Maggiora & Trassin. 2014 – koźlarek bruzdkowany
- Leccinellum lepidum (H. Bouchet ex Essette) Bresinsky & Manfr. Binder 2003 – koźlarek zielonodębowy
- Leccinellum pseudoscabrum (Kallenb.) Mikšík 2017 – koźlarek grabowy

Nazwy naukowe na podstawie Index Fungorum. Wykaz gatunków według W. Wojewody i innych (jako Leccinum). Polskie nazwy na podstawie rekomendacji Komisji ds. Polskiego Nazewnictwa Grzybów przy Polskim Towarzystwie Mykologicznym.